# Pseudomusonia rapax
Pseudomusonia rapax es una especie de mantis de la familia Thespidae.

## Distribución geográfica
Se encuentra en Costa Rica y Venezuela.